# 单花水油甘
单花水油甘（学名：Phyllanthus nanellus）为大戟科叶下珠属下的一个种。

## 扩展阅读
維基物種上的相關：单花水油甘